# Іїржар
Іїржа́р (каз. Иіржар) — село у складі Мактааральського району Туркестанської області Казахстану. Входить до складу Іржарського сільського округу.
У радянські часи село називалось Свердлово.
Населення — 1690 осіб (2021; 1644 у 2009, 1314 у 1999, 1020 у 1989).